# Kelly Marcel
Kelly Marcel (* 10. Januar 1974 in London) ist eine britische Drehbuchautorin und ehemalige Schauspielerin.

## Leben
Kelly Marcel wurde 1974 in London als Tochter des Regisseurs Terry Marcel geboren.  Ihre Schwester Rosie Marcel ist ebenfalls Schauspielerin.
Sie begann ihre Karriere als Schauspielerin in britischen Film- und Fernsehproduktionen. Die Schauspielerei lag ihr jedoch nicht besonders und so gab sie diese auf und konzentrierte sich auf das Schreiben von Drehbüchern, während sie in einer Videothek arbeitete. Über den befreundeten Tom Hardy kam sie zu einem Job als Script Doctor für die Filmbiografie Bronson.
Ihr erstes eigenes Drehbuch wurde von der BBC gekauft, jedoch nicht produziert. Später arbeitete sie an der britischen Musical-Version des Films Debbie Does Dallas, die beim Edinburgh Festival gezeigt wurde und dort gute Kritiken erhielt. Danach wurde sie von einem Agenten unter Vertrag genommen und konnte so ihr Drehbuch für die Fernsehserie Terra Nova an Steven Spielbergs DreamWorks Television verkaufen. Spielberg fungiert als Executive Producer der Serie. Da Marcel jedoch nicht mit dem Endergebnis der Serie zufrieden war, verließ sie das Projekt bald wieder und arbeitete erneut in der Videothek.
Über die Produzentin Allison Owen erhielt sie die Gelegenheit, das Drehbuch für den Disney-Film Saving Mr. Banks zu schreiben. Für ihre Arbeit wurde sie bei mehreren Preisverleihungen für das Beste Drehbuch nominiert, darunter bei den BAFTAs und den Satellite Awards.
2013 verfasste sie, basierend auf dem ersten Teil der Romantrilogie Shades of Grey, das Drehbuch zum Erotikfilm Fifty Shades of Grey. Der 2024 als Teil des Sony’s Spider-Man Universe veröffentlichte Film Venom: The Last Dance ist ihr Regiedebüt.

## Filmografie (Auswahl)
Regie
- 2024: Venom: The Last Dance

Drehbuchautorin
- 2011: Terra Nova (Fernsehserie, 13 Episoden, Schöpferin)
- 2013: Saving Mr. Banks
- 2015: Fifty Shades of Grey
- 2018: Venom
- 2021: Cruella
- 2021: Venom: Let There Be Carnage
- 2024: Venom: The Last Dance

Schauspielerin
- 1989: Great Balls of Fire – Jerry Lee Lewis – Ein Leben für den Rock’n’Roll (Great Balls of Fire!)
- 1991: Turbulence
- 1994: A Dark Adapted Eye (Fernsehfilm)
- 1994: Deckname Caliph (Wild Justice, Fernsehfilm)
- 1994: Mainline Run
- 2000: Strong Language

## Auszeichnungen (Auswahl)
- 2014: British Academy Film Award – Nominierung in der Kategorie Beste Nachwuchsleistung für Saving Mr. Banks
- 2014: British Academy Film Award – Nominierung in der Kategorie Bester britischer Film für Saving Mr. Banks
- 2014: AACTA International Award – Nominierung in der Kategorie Bestes Drehbuch für Saving Mr. Banks
- 2014: Satellite Award – Nominierung in der Kategorie Bestes Originaldrehbuch für Saving Mr. Banks
- 2016: Goldene Himbeere – Auszeichnung in der Kategorie Schlechtestes Drehbuch für Fifty Shades of Grey